# Ганновер Індіанс
«Ганновер Індіанс» (нім. EC Hannover Indians) — хокейний клуб із міста Ганновер, Німеччина. Заснований у 1948 році. Виступає в Оберлізі Норд.

## Історія

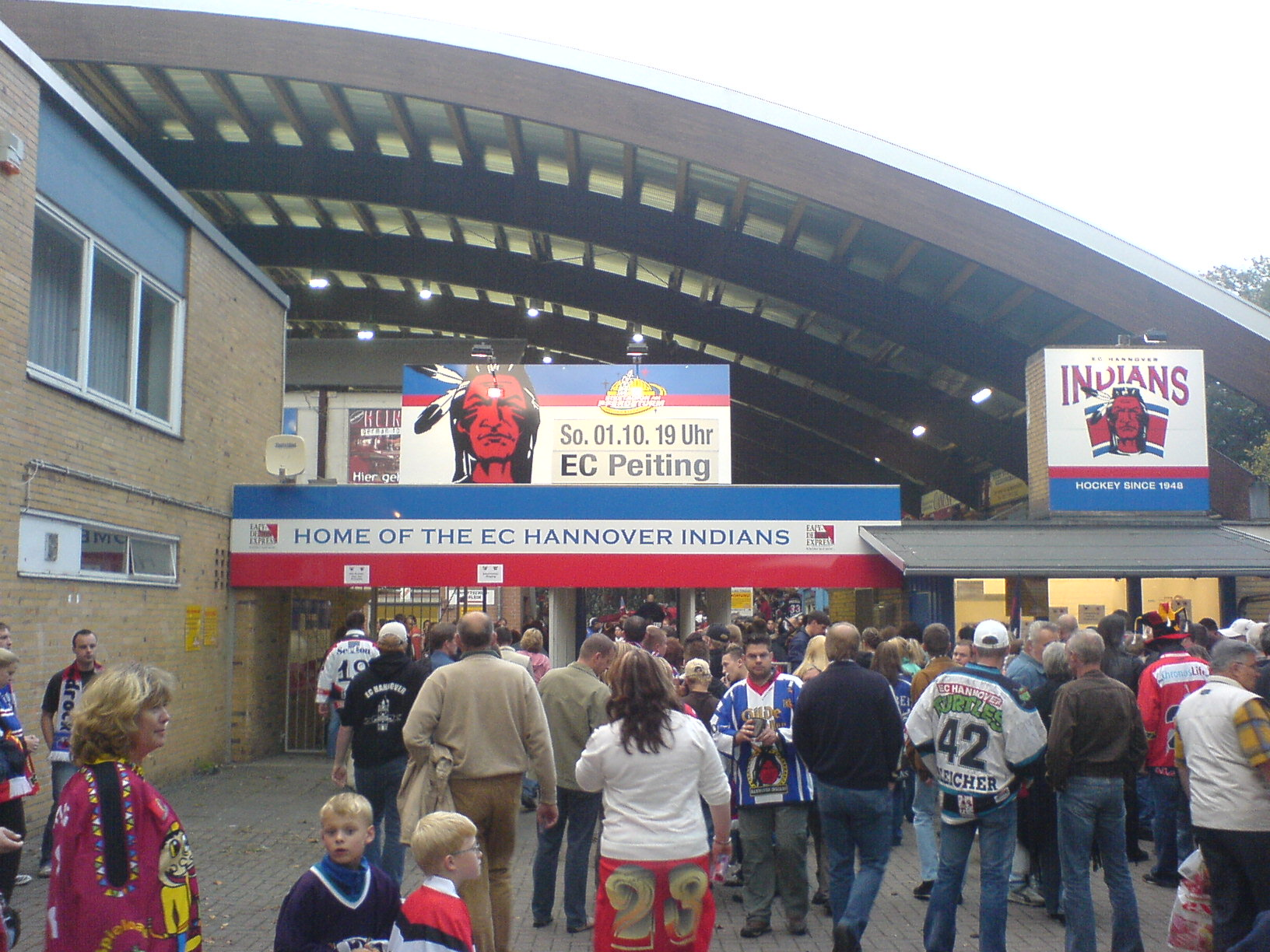
«Айсстадіон ам Пфердетурм» домашня арена клубу.

Клуб «Ганновер» попередник «Індіанс» заснований у 1948 році та виступав здебільшого у Регіональній лізі та Оберлізі тодішньої ФРН, лише одного разу пробившись до Другої Бундесліги у сезоні 1981–1982 років. З 1988 року команда є постійним учасником Другої Бундесліги.
Два сезони «Ганновер» відіграв у Німецькій хокейній лізі у 1994—1995 та 1995—1996 роках. Клуб мав фінансові проблеми тож попри те що він мав право виступати у Німецькій хокейній лізі був понижений до Регіональної ліги Норд.
У 2004 році команда отримала сучасну назву «Ганновер Індіанс».
У 2013 році їм довелося оголосити про банкрутство та автоматично опуститися до третього дивізіону Оберліги. Завдяки величезній фінансовій підтримці вболівальників та спонсорів клуб зміг продовжити участь у змаганнях. Наразі він виступає в Оберлізі групі Норд.

## Домашня арена
Стадіон «Айсстадіон ам Пфердетурм» відкритий у 1959 році. Арена вміщує 4608 глядачів.

## Відомі гравці
- Антон Кріннер
- Бред Шлегел